# Begleithundprüfung
Die Begleithundprüfung (BH) oder auch Begleithundeprüfung ist in Vereinen der FCI eine Grundprüfung, in der der Gehorsam des Hundes und sein Verhalten in der Öffentlichkeit (z. B. beim Zusammentreffen mit Fußgängern, Joggern und Radfahrern) geprüft wird.
Diese Prüfung ist Grundlage für die Teilnahme an weiteren Prüfungen
und Wettkämpfen im Hundesport, wie z. B. Agility, Obedience, Vielseitigkeit, Turnierhundsport (THS) oder Fährtenarbeit (FH). Sie besteht aus zwei Teilen: einem Teil auf dem Übungsplatz (Unterordnung) und einer Prüfung in Verkehr/Öffentlichkeit. Vor der Prüfung überzeugt sich der Leistungsrichter von der Unbefangenheit des Hundes (Unbefangenheitsprobe/Wesenstest), die auch während der gesamten Prüfung weiterhin beurteilt wird. Hunde mit Wesensmängeln werden sofort disqualifiziert.
Das Mindestalter des Hundes für Prüfungen beträgt 15 Monate. Eigentümer und, falls abweichend, Hundeführer müssen Mitglied in einem Verein sein, dessen Dachverband Mitglied in der FCI ist. Vor Prüfungsbeginn muss der Hundeführer einen Sachkundenachweis erbracht haben. Der Nachweis ist Voraussetzung für die Teilnahme an der Prüfung. Die gesamte Prüfung muss ohne Hilfsmittel wie Leckerlies, Spielzeug zum Locken und Stachelhalsband abgelegt werden. Der Hund muss ein einfaches einreihiges, locker anliegendes Kettenhalsband, das nicht auf Zug eingestellt ist, tragen, alternativ kann ein handelsübliches Halsband oder Brustgeschirr verwendet werden.
Für Hunde mit behördlichen Auflagen (Maulkorb) gelten diese auch im Verkehrsteil der Prüfung, da der Hund sich dort in der Öffentlichkeit bewegt. Jeder Hund, der vorgeführt werden soll, muss gechipt oder tätowiert sein. Dies dient der eindeutigen Feststellung der Identität des Hundes. Die Prüfung im Unterordnungsteil erfolgt nach einem festgelegten Schema. Gefordert wird Fußgehen mit und ohne Leine, Durchgehen einer Menschengruppe, Sitzübung und Ablegen in Verbindung mit Herankommen. Eingefügt sind Wendungen, Tempowechsel und Anhalten. Außerdem muss der Hund, während ein anderes Mensch/Hund-Team seinen Unterordnungsteil absolviert, unangeleint in einer Entfernung von 30 Schritt zu seinem Hundeführer abliegen, also eine Ablage unter Ablenkung zeigen. Nach bestandenem Unterordnungsteil wird außerhalb des Hundeplatzes das sichere und freundliche Verhalten des Hunds gegenüber anderen Verkehrsteilnehmern (Radfahrer, Spaziergänger, Jogger etc.) und anderen Hunden überprüft.
Es gibt weitere Prüfungen im Hundesport oder der Hundeausbildung, die den Namen Begleithundprüfung haben. Dort, wo bei Hundesportprüfungen im Verantwortungsbereich der FCI die Begleithundprüfung als Voraussetzung gefordert wird, werden nur die Prüfungen entsprechend den Richtlinien der jeweiligen nationalen Regelungen der Landesorganisationen (LAO) anerkannt. Zu den Landesorganisationen der FCI siehe Fédération Cynologique Internationale: Mitglieder der FCI. Im VDH gilt seit 1. Januar 2012 keine nationale Regelung für die Begleithundprüfung mehr, sondern die Internationale Prüfungsordnung der FCI.

## Österreich
Auch in Österreich dient die Begleithundeprüfung dem Nachweis, dass Hund und Hundeführer Grundregeln des Gehorsams und des gemeinsamen Verhaltens in der Öffentlichkeit mächtig sind. Des Weiteren ist die Prüfung Basis für weiterführende Ausbildungen. 
Je nach Zugehörigkeit der Hundeschule wird die Prüfung entweder gemäß den Richtlinien des ÖKVs oder der ÖHU abgelegt. Der Unterschied der Prüfungsordnungen ist gering, weshalb eine bestandene Prüfung als gleichwertig angesehen werden kann.